# Bá tước xứ Wilton

Huy hiệu Bá tước xứ Wilton

Bá tước xứ Wilton (tiếng Anh: Earl of Wilton) là một tước hiệu thuộc Đẳng cấp quý tộc Vương quốc Liên hiệp Anh, lấy theo tên của Lâu đài Wilton ở Hạt Herefordshire. Nó được tạo ra vào năm 1801 cho Thomas Egerton, Đệ nhất Nam tước Grey de Wilton, cùng với tước hiệu phụ là Tử tước Grey de Wilton, cũng thuộc Đẳng cấp quý tộc Vương quốc Liên hiệp Anh. Cả hai tước hiệu đều được tạo ra với phần còn lại cho người con trai thứ hai và tất cả các con trai nhỏ kế tiếp nhau của con gái ông là Eleanor, vợ của Robert Grosvenor, Hầu tước thứ nhất xứ Westminster.